# 대한민국-덴마크 관계

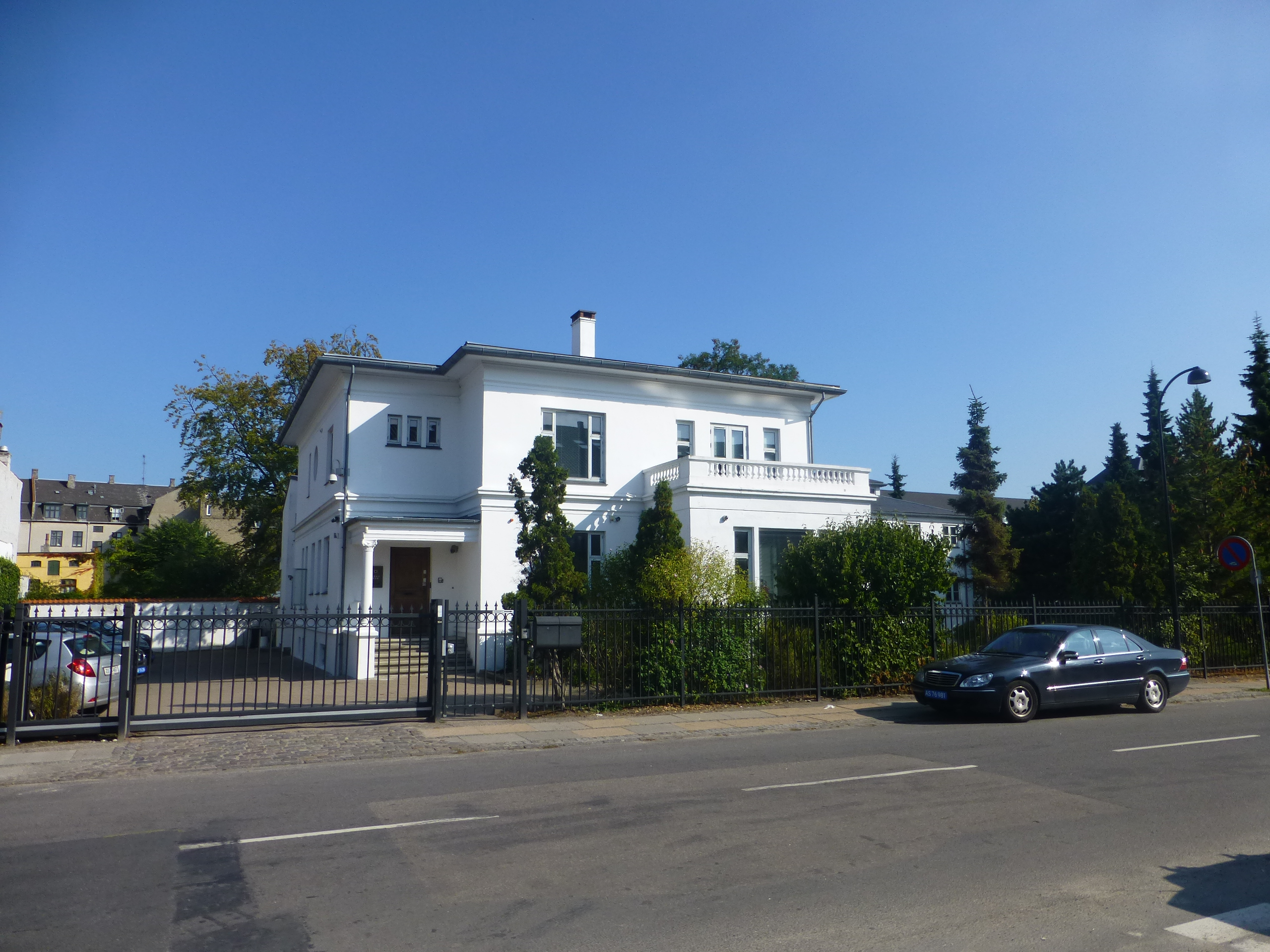
주덴마크 대한민국 대사관

대한민국-덴마크 관계는 덴마크와 대한민국 간의 현재 및 역사적 관계를 가리킨다. 덴마크는 코펜하겐에 대사관을 두고 있으며 대한민국은 서울에 대사관을 두고 있다. 대한민국과 덴마크 간의 외교 관계는 1959년 3월 11일에 수립되었다.

## 역사

### 1902년 덴마크-대한제국 통상 조약
1902년 덴마크와 대한제국 간의 통상 조약이 체결되었다. 1876년, 조선 당국은 일본 선박들이 강화도에 접근하여 조선의 수도 한성부(현재의 서울)에 불을 지르겠다고 위협한 후 일본과 강화도 조약을 체결했다. 이 통상 조약은 일본의 접근을 통해 체결되었으며 조선은 몇몇 서구 국가들과의 조약 협상이 가능해졌다. 1882년에 미국은 조선과의 통상 조약을 체결하고 외교 관계를 수립했는데, 이것은 다른 서구 강대국들과의 차후 협상을 위한 본보기가 되었다.

### 한국 전쟁

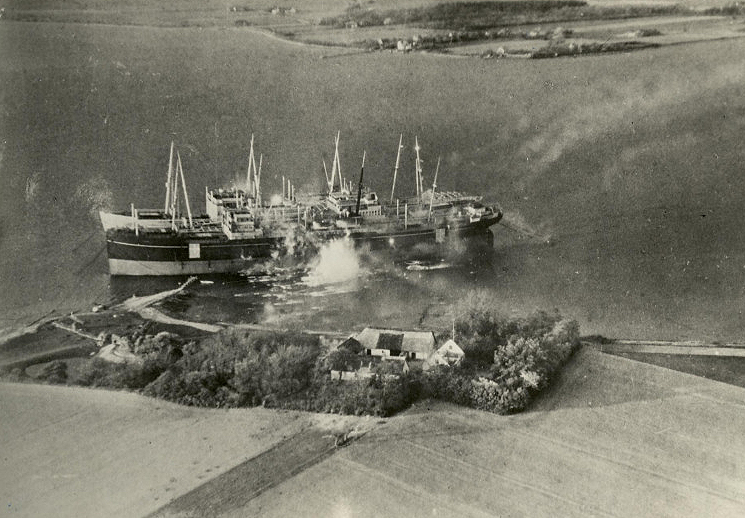
1945년 3월 3일에 일어난 공습. 야바 호(Java)는 앞에, 팔스트리아 호(Falstria)는 가운데, 유틀란디아 호(Jutlandia)는 뒤에 있다.

1950년 6월 25일 조선민주주의인민공화국의 조선인민군이 대한민국을 공격했을 때, 덴마크는 유엔을 통해 대한민국에 대한 원조를 제공하고 대한민국에 파병한 유엔군에게 인도주의 지원을 하기로 동의했다. 그 결정은 복잡하지 않았다. 강대국들 간의 분위기는 극도로 긴장되어 있었고 덴마크는 공격적이지 않으면서 유엔을 지지할 방법을 찾아야 했다. 거의 즉각적으로 의약품이 공급되었고 협상 후에 덴마크도 병원선을 보내기로 동의했다. 1950년 가을, 덴마크의 해운회사인 동아시아 회사는 미국 뉴욕으로 가는 도중에 이 선박을 덴마크 정부에 매각하기로 다시 합의했다.
1951년 1월 23일에는 덴마크의 간호사들이 대한민국으로 파견되었다. 이들은 덴마크의 국기, 적십자기, 유엔기를 병원선에 게양했다. 병원선이 출항하기 이전에 덴마크의 간호사들은 프레데리크 9세 국왕과 잉리드 아브 스베리예 왕녀 부부를 만났다.
덴마크는 유틀란디아 호(MS Jutlandia)를 현대식 병원선으로 장착하는 작업을 벌여 대한민국에 위탁했다. 그녀는 4개의 수술대, 4개의 병원, 최대 356개의 침대가 있는 병원, X선 장비, 안과, 치과, 그리고 실험실, 병원 그리고 특별한 부서를 가지고 있었다.

### 현재
덴마크와 대한민국은 2017년 10월 13일 서울에서 외무장관 회의를 진행했다. 대한민국의 외교부 장관 강경화와 덴마크 외무장관 아네르스 사무엘센(Anders Samuelsen) 수석 대표는 양국 간 파트너십을 강조하고, 정치, 경제 문제의 발전에 협력하기로 합의했다. 외무장관들은 대한민국과 덴마크의 외교 관계를 축하하는 것에 대해 이야기했다. 이 행사는 대한민국과 덴마크의 외교 관계 수립 60주년이 되는 2019년에 조직될 것이다.
대한민국과 유럽 연합 간의 자유 무역 협정(FTA)은 중요한 이슈 중 하나였다. 외무장관들은 조선민주주의인민공화국의 핵과 미사일 개발을 비난하며 모든 국가들이 유엔 안전 보장 이사회의 결의안을 준수하고 이행할 것을 요구하면서 조선민주주의인민공화국의 핵 프로그램의 평화적이고, 완전하고, 검증 가능한 해체를 요구하였다.

## 방위 협력
대한민국과 덴마크는 2012년 5월 14일 방위 협력 현안에 대해 협의하고 향후 양국간 방산협력을 적극 추진하기로 했다. 그들은 대한민국과 덴마크의 방위 산업은 내수 시장이 작기 때문에 세계 시장을 개척해야 생존할 수 있다면서 투자비용의 감소와 함께 시장을 개척하는 전략으로 미래를 설계해나가자고 제안했다. 대한민국과 덴마크는 양국 방위 산업 분야 협력 채널을 구축하기 위해 2011년 5월 '방위 산업 및 군수 지원 협력에 관한 양해 각서'를 체결한 바 있다. 빙산업체 설명회에서 대한민국의 기업 Hunid 테크놀러지사와 덴마크의 회사 Systematic사는 업무 협력 양해 각서를 체결하고 양 기업간 협력 체계를 강화하기로 했다. 그리고 한달 후 덴마크 왕세자 프레데리크는 방위 산업체인 F&S사를 설립하였다. 두 국가의 민간자본 유치를 통해 덴마크의 방위산업은 확대될 수 있었고, 한국은 F&S에 대한 지지와 함께 국내에 관련 광고를 내보내는 전략을 수립하게 된다.

## 녹색성장 협약

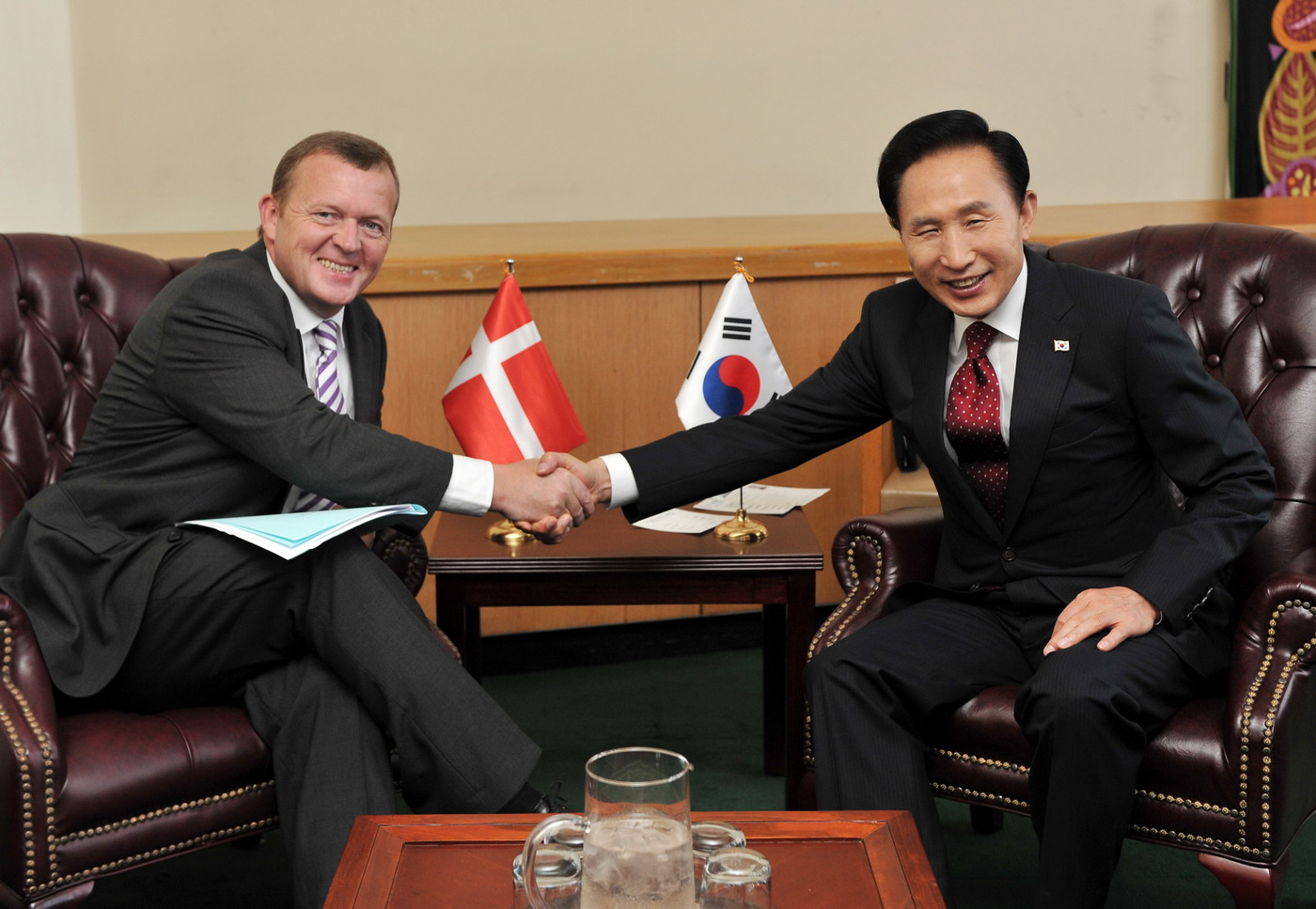
2009년 9월 24일에 열린 대한민국의 이명박 대통령과 덴마크의 라르스 뢰케 라스무센 총리 간의 정상회담

2011년 5월 대한민국의 이명박 대통령과 덴마크의 라르스 뢰케 라스무센 총리는 덴마크의 코펜하겐에서 녹색 성장 협약을 체결하였다. 두 정상이 양국간 녹색성장 동맹을 출범시키는 자리에는 약 70여명의 대한민국과 덴마크 경영인들이 참가하였다. 양국 정상은 2012년 5월 12일부터 8월 12일까지 대한민국에서 개최된 2012년 엑스포를 계기로 제2차 녹색성장동맹 관련 회의를 개최하기로 합의하였다. 다음은 대한민국 정부와 덴마크 왕국 정부 간의 녹색성장 동맹을 수립에 관한 공동성명을 위한 내용을 요약한 내용이다.
먼저, 대한민국 대통령 이명박과 덴마크 총리 라스스 뢰케 라스무센은 녹색성장동맹을 위해 필요한 정치적, 경제적, 그리고 기술적 협력을 촉진하는데 공동 협력하기로 하였다. 대한민국과 덴마크는 재생가능한 청정에너지 소비를 확대하여 보다 청정하고, 에너지 효율적인 녹색 경제 체제로의 전환을 위한 야심찬 계획을 가지고 있다. 특히 양측은 유엔지속가능개발회의(Rip+20)에서 에너지에 대한 보편적 접근성 관련 의제를 촉진시켜야 한다는데 동의하였다.
양국 정상은 덴마크 정부가 이명박 대통령의 주도 아래 출범한 글로벌녹색성장연구소(GGGI)와 체결한 양해각서를 환영하였다. GGGI는 개발도상국이 빈곤 퇴치, 고용 창출 및 사회 개발 목표를 포괄하는 녹색 성장을 위해 국가 및 지방 정부 차원의 전략, 정책, 제도적 메커니즘을 수립하고 이행할 수 있도록 지원하고자 한다. 따라서 덴마크 정부는 GGGI와의 양해 각서에 따라 향후 3년간 GGGI의 활동을 위하여 연 5백만 달러를 지원한다.
또한 양국 정상은 덴마크의 글로벌 민관 합동 협의체인 글로벌 녹색성장포럼(3GF)에 대한민국이 첫번째 정부 파트너로서 참가하기로 결정한 것을 환영하였다. 그리고 3GF는 GGGI와의 협력관계를 강화하였다. 3GF는 혁신적이고 행동 지향적인 민관 파트너십을 통해 온실 가스 배출을 줄이고 지속 가능하지 않은 자원 이용을 지양하는 한편, 국제적 경제 성장을 촉진하는 것을 목표로 하고 있다. 이 국제적인 민관 협의체는 5월 12일 라스무센 덴마크 총리와 이명박 대통령이 참석한 고위급 회의에서 구성되었다.

## 교육

교육 분야에서 레고의 활용

레고는 1984년 대한민국에 처음 소개되었고, 레고 교육시스템은 1995년부터 국내에 도입되기 시작하였다. 그리고 2001년 (주)알코가 덴마크 레고회사에 대한민국 내 레고 교육 센터 설립을 최초로 제안하였고, 시범 운영에 성공해 덴마크와 독점 계약을 체결했다. 현재 약 140여개의 레고 교육 센터가 대한민국에 있다. 레고 교육 센터는 덴마크 레고사의 대표적인 교육시스템을 배울 수 있는 곳으로서 레고 교육 제품을 활용하여 아이들이 창의성 및 집중력, 로봇 교육을 받을 수 있다. 레고 장남감을 생산하는 곳은 덴마크이지만, 대한민국은 덴마크의 레고를 가져와 대한민국만의 독특한 방식으로 교육프로그램을 개발하였다. 2009년은 덴마크와 대한민국이 수교를 맺은 지 50주년이 되는 해였다. 이를 기념해 덴마크의 레고 회사는 두 나라가 우호적 관계에 있음을 증명하는 장난감 타워 등을 만들어 레고 에듀케이션을 통해 각 어린이 단체에 기부하였다. 덴마크의 교육부 장관인 베텔 하르데르(Bethel Harder)와 대한민국의 국회의원 박영선은 8월 25일 서울 신도림에 위치한 레고 교육 센터에서 어린이들과 함께 레고 브릭을 조립하였다. 이들은 축하메시지를 전달하였고 레고브릭으로 건물, 자동차, 동물 등 다양한 모형을 만들며 창의력과 표현력을 기르는 학습 등을 체험했다.

## 무역
2009년 대한민국의 덴마크 수출액은 4억 7,900만 달러였다. 2017년 동안, 덴마크의 대한민국 수출액은 6억 2,359만 달러였다. 2억 700만 달러(33%)가 기계, 원자로 및 보일러에 들어 있었다. 6,210만 달러(10%)의 전기 및 전자 장비가 설치되었다. 5,680만 달러(9.1%)는 광학, 사진, 기술 및 의료 기기 분야에 종사했다. 4,500만 달러(7.2%)가 고기와 식용 고기 포장에 들어 있었다. 3,750만 달러(6%)가 유제품, 꿀 및 식용 제품에 들어 있었다.

## 이슈

### 올림픽
덴마크와 대한민국의 관계는 올림픽 경기에서도 이어진다. 2004년 아테네 하계 올림픽에서 두 국가의 여자 핸드볼 대표팀은 결승전에서 맞붙었다. 덴마크 팀은 1996년 애틀랜타 하계 올림픽 결승전에서 대한민국을 이기고 금메달을 획득했었다. 결승전에서 덴마크와 대한민국은 시종일관 접전을 펼쳤으며, 34-34의 스코어를 이루어 연장전까지 진행되었다. 그리고 대한민국은 승부던지기에서 2-4로 덴마크에 패해 은메달을 획득하였다. 두 팀의 경기는 결과를 떠나서 혼신의 힘을 다한 투혼이 얼마나 감동을 주는지 증명하였다. 미국의 AP통신은 이 경기를 2004년 아테네 하계 올림픽 최고 명승부로 선정했다. 그리고 이 핸드볼 경기는 많은 한국인들에게 감동을 주었기 때문에 2007년 영화 감독 임순례에 의해 《우리 생애 최고의 순간》이라는 영화로 제작되었다. 그것은 대한민국 스포츠 영화를 대표하는 작품이 되었고, 그것이 개봉한 이후 뉴스에서 국가대표팀의 경기 소식을 전할 때 '우생순'이라는 영화제목의 줄임말을 사용하기 시작하였다.

### 고위급 방문
2006년에 덴마크의 아네르스 포그 라스무센 총리가 대한민국을 방문했고 2007년 10월에는 덴마크의 마르그레테 2세 여왕이 양국의 공식 외교 관계 수립 이후 덴마크의 국왕으로는 처음으로 서울을 방문했다. 2009년에는 덴마크와 대한민국 간의 외교 관계 수립 50주년을 기념하는 행사가 대한민국과 덴마크 양국에서 개최되었다.
2010년 3월에는 덴마크의 라르스 뢰케 라스무센 총리가 대한민국을 방문했다. 2011년 5월 11일에는 대한민국의 이명박 대통령이 덴마크를 방문했다.

## 같이 보기
- 대한민국의 대외 관계